# Barbu Ștefănescu Delavrancea
Barbu Ștefănescu Delavrancea, född 11 april 1858 i Bukarest, död 29 april 1918 i Iași, var en rumänsk författare.
Delavrancea var verksam som lyriker, dramatiker, romanförfattare och kritiker men även som politiker och journalist. Som lärjunge till Émile Zola har Delavrancea med stor pessimism skildrat dekandenslivet i Rumänien, såsom i sin första novellsamling Trubaduren (1887).